# Cámara car
Una cámara car (adoptado del inglés camera car) es un sistema de grabación cinematográfica desde vehículos en movimiento, para filmar acciones que se desarrollan a gran velocidad. Se trata de un equipo para rodar escenas que transcurren en un vehículo en movimiento. Por lo general, se usa para conseguir planos de seguimiento o tracking, a modo de travelling en paralelo a la trayectoria del personaje, que combina con una panorámica del paisaje donde sucede la acción de los protagonistas.
Suele ser una especie de remolque que está constituido por una plataforma abierta en cuya estructura hay anclajes para la cámara y para proyectores de iluminación. Hoy en día existen sistemas sencillos utilizados principalmente para cámaras portables para la grabación de vídeo, donde la cámara se fija a la carrocería del automóvil con ventosas u otro sistema de anclaje.
Este sistema fue sustituyendo a los cromas que se utilizaban en el cine cuando se rodaban diálogos en el interior de automóviles y ha permitido la grabación en movimiento de forma verosímil, para explorar y producir una visión dinámica del paisaje. Se trata de una tecnología que ha sido utilizada principalmente en las Road Movie que tienen su desarrollo principal por la década de los 60, donde la carretera es el hilo conductor de las películas.